# Esterificació
L'esterificació és el procés químic pel qual se sintetitza un èster. La reacció es dona entre un àcid carboxílic (COOH) i un grup hidroxil (OH). Aquests s'uneixen mitjançant un enllaç covalent anomenat enllaç estèric, on l’hidrogen (H) de l’àcid carboxílic s'enllaça amb el grup alcohol (OH) i formen una molècula d’aigua (H2O) i amb els enllaços que queden lliures, es forma la nova molècula anomenada èster.

## Mecanisme i estructura química

[1] Mecanisme químic d’esterificació

La reacció d’esterificació passa per un reactant nucleofílic de l'oxigen d'una molècula d’alcohol al carboni del grup carboxílic. El protó migra cap al grup hidroxil de l'àcid que després és eliminat com a aigua. El paper del catalitzador és augmentar l'activitat carbonílica (la càrrega parcial positiva sobre l'àtom de carboni) per protonació d'un dels oxígens de l'àcid.
Els èsters es poden obtenir de diverses maneres, la més comuna és quan s'escalfen els àcids carboxílics amb alcohols en presència del catalitzador àcid. Aquest sol ser àcid sulfúric concentrat. En alguns casos s'utilitza clorur d'hidrogen gas sec, però aquests tendeixen a involucrar èsters aromàtics (els que contenen un anell de benzè). La reacció d'esterificació és lenta i reversible (per hidròlisi). L'equació per a la reacció és la següent:

[2] L'esterificació es dona entre un àcid R^{1}-COOH i un alcohol R^{2}-OH (on R i R 'poden ser iguals o diferents). Obtenim un èster R-COOH-R’ i una molècula d’aigua H₂O.

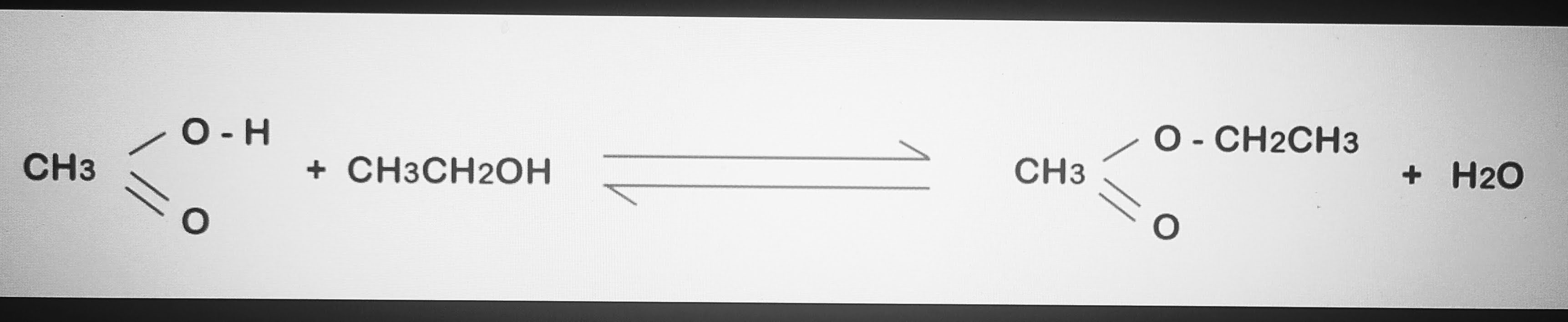
[3] A partir de l'àcid etanoic (CH3COOH) i etanol (C2H5OH), es produeix l'acetat d'etil (C4H8O2).

Aleshores, per exemple: 

## Propietats bioquímiques
Els èsters acostumen a ser substàncies incolores i hidrofòbiques (no es barregen amb l'aigua). Tot i que, no són molt solubles en aigua, alguns èsters també tenen propietats dissolvents i sovint s'utilitzen com a tal. L’acetat d'etil en seria un exemple.
La reacció d'esterificació és reversible, de manera que s'arriba a un estat d'equilibri, el qual és desfavorable per a la formació de l'èster, la presència d'aigua limita la conversió del producte desitjat sent independent de la temperatura o de la relació molar dels reactants. 
Els èsters de baix pes molecular tenen una olor característica. Moltes aromes naturals de plantes són èsters, i altres de sintètics s'utilitzen com aromes artificials (l'acetat d'isoamil té aroma a plàtan, mentre que l'hexanoat d'al·lil té aroma a pinya).

## Importància en els éssers vius
Aquesta reacció és de cabdal importància en els éssers vius perquè la majoria dels lípids que trobem en els organismes són èsters. Durant la digestió, per l’acció d’enzims lipases, els èsters s'hidrolitzen i donen lloc a àcids grassos i alcohol.